# Серджо Маттарелла
Серджо Маттарелла (італ. Sergio Mattarella; нар. 23 липня 1941, Палермо, Сицилія) — італійський юрист і політик. 3 лютого 2015 обраний Президентом Італії.

## Життєпис
Закінчив юридичний факультет Римського університету ла Сап'єнца, пізніше викладав право в Університеті Палермо. Почав політичну діяльність у Християнсько-демократичній партії. 1983 року був вперше обраний до Палати депутатів.
З 1987 до 1989 був міністром з питань зв'язків із парламентом в урядах Джованні Горіа і Чіріако Де Міта. За рік очолив Міністерство освіти в шостому уряді Джуліо Андреотті. У 1990—1992 він обіймав посаду заступника секретаря Національної ради Християнсько-демократичної партії, пізніше, 1994 року, очолював партійний часопис Il Popolo.
Після розпуску християнських демократів, вступив до лав Народної партії. У жовтні 1998 року він повернувся до Ради Міністрів (на чолі з Массімо Д'Алема) як заступник прем'єр-міністра. У грудні 1999 року в тому ж уряді він став міністром оборони. Цю посаду Матарелла також обіймав і в уряді Джуліано Амато (до червня 2001).
Належав до партії «Маргаритка: Демократія — це свобода», а 2007 року приєднався до Демократичної партії. 5 жовтня 2011 парламент призначив його суддею Конституційного суду.

## Нагороди
- Кавалер золотого ланцюга ордена Пія IX (Ватикан, 11 квітня 2015)[4]